# Afraid to Dance
Afraid to Dance è il secondo album in studio del gruppo elettronico genovese port-royal, pubblicato nel 2007 dall'etichetta britannica Resonant Recordings, e ristampato dalla austriaca Valeot Records l'anno seguente in una versione leggermente diversa rispetto all'originale.

## Tracce
1. Bahnhof Zoo - 04:50
2. Pauline Bokour - 02:07
3. Anya: Sehnsucht - 08:50
4. German Bigflies - 05:20
5. Deca-Dance - 09:07
6. Roliga Timmen - 04:35
7. Internet Love - 04:41
8. Leitmotiv | Glasnost - 08:54
9. Putin vs. Valery - 07:09
10. Attorney Very Bad (aka The Worst) - 04:32

## Formazione
- Attilio Bruzzone (chitarra, tastiere, basso, programming, voce)
- Ettore Di Roberto (pianoforte, tastiere, programming, voce)
- Emilio Pozzolini (campionatore, samples, programming)
- Giulio Corona (programming)